# أوديب
أوديب (لغة يونانية: Οἰδίπους) بمعنى (تورم القدمين) هو ملك طيبة في الميثولوجيا الإغريقية، حقق النبوءة التي قالت أنه سوف يقتل أباه ويتزوج أمه، وبالتالي يجلب الكارثة لمدينته وعائلته. تم سرد هذه الأسطورة في إصدارات عديدة، وكانت تستخدم من قبل سيغموند فرويد وتسمى عقدة أوديب.

## القصة
أوديب هو ابن لايوس وجوكاستا، ملك وملكة طيبة مر بعض الوقت بعد زواجهما بدون أطفال، تشاور أبويه مع كاهن أبولو في دلفي عن عدم انجابهم. تنبأ الكاهن بأنه لو انجب لايوس ابن -ولدًا-، فإن الابن سوف يقتله ويتزوج جوكاستا. في محاولة لمنع تحقيق هذه النبوءة، عندما انجبت جوكاستا ابنها، قيد لايوس كاحليه معا، وقُدِمَ الفتى إلى راع للتخلي عنة بجانب أحد الجبال، كيثايرون ومع ذلك، بدلا من أن يُترك الطفل ليموت كما نوى لايوس، اعطي الرجل العطوف الطفل إلى راع من كورينث. أوديب الصغير (حيث سمى بعد الإصابات في قدميه) جاء إلى منزل بوليباس ملك كورينت وملكته، ميروب الذين كانوا ليس لديهم أطفال.
بعد سنوات كثيرة، أخبر أوديب من قبل رجل ثمل أن بوليباس ليس والده الحقيقي ولكن عندما سأل والديه، الذين تبنوه، أنكروا ذلك. أوديب، غير متأكد، يسعى للاستشارة من نفس كاهن أبولو. لم يخبره الكاهن بهوية والديه الحقيقيين ولكن بدلا من ذلك أخبره أنه مقدر له أن يتزوج أمه ويقتل والده (إن لم يكن محددا في أي ترتيب). في محاولته لتفادي القدر المتنبأ له من قبل الكاهن، قرر الفرار من كورينث للعودة إلى طيبة.
حيث يسافر أوديب فأنه يأتي إلى المكان الذي يلتقى فية الثلاث طرق، دافليا هنا تصادم بالعربة التي يقودها (غير المعروف) والده الحقيقى الملك .لايوس فتقاتلوا حول من له الحق في الذهاب أولا وقتل أوديب لايوس للدفاع عن نفسه، من دون قصد جزءا من النبوة.
واصل رحلته إلى مدينة طيبة، لقى أوديب أبو الهول الذي يوقف جميع أولئك الذين يسافرون إلى طيبة ويطلب منهم حل اللغز. إذا كان المسافرون غير قادرين على الإجابة بشكل صحيح، سوف يتم أكلهم من قبل أبي الهول، وإذا نجحوا في ذلك، فإنهم سيكونون قادرين على مواصلة رحلتهم. اللغز هو: «ما الذي يمشي على أربعة أقدام في الصباح، واثنتين بعد الظهر، وثلاثة في الليل؟». أجاب أوديب: «الإنسان؛ وهو رضيع، يحبى على أطرافه الأربعة، كشخص بالغ، يمشي على قدمين، وقي الشيخوخة، انه يعتمد على عصا للمشى». كان أوديب هو الأول في حل اللغز بشكل صحيح. بعد سماع اجابة أوديب '، ذهل أبو الهول وألقت بنفسها لتموت من أعلى المنحدر للامتنان، عين شعب طيبة أوديب ملكا عليهم وأعطوه يد الارملة مؤخرا الملكة جوكاستا للزواج. (اعتقد الناس بطيبة أن زوجها قد قتل عندما كان يبحث عن جواب اللغز لأبي الهول. لم يكن لديهم فكرة عمن هو القاتل.) أكمل الزواج من أوديب وجوكاستا بقية النبوءة. أصبح لدى أوديب وجوكاستا أربعة أطفال: اثنين من الذكور، بولينيكس وايتيوكليس (انظر سبعة ضد طيبة)، واثنين من البنات، أنتيجون واسمين.
بعد سنوات عديدة من زواج أوديب وجوكاستا، هاجم طاعون العقم مدينة طيبة؛ لم تعد تنمو المحاصيل في موسم الحصاد، ولم تحمل النساء الأطفال أوديب، في غطرسة، يؤكد أنه سوف يقضي على الوباء. أرسل كريون، شقيق جوكاستا، لكاهن دلفى، يسأله الإرشاد. عندما عاد كريون، سمع أوديب بأن قاتل الملك السابق لايوس يجب أن يجدوه وإما أن يقتل أو ينفى. في البحث لمعلرفة هوية القاتل، تتبع أوديب اقتراح كريون وارسل للنبي الأعمى، تيريسياس، الذي حذره من عدم محاولة ايجاد القاتل. في حوار ساخن، اثار تيريسياس لفضح أوديب بأنه نفسه هو القاتل، والحقيقة أن أوديب يعيش في عار، لأنه لا يعرف من هما والديه الحقيقيان. لام أوديب كريون لإخبار تيريسياس بأن أوديب هو القاتل. بدأ أوديب وكريون نقاشا عاصفا. دخلت جوكاستا وحاولت تهدئة أوديب. انها تحاول تهدئته عن طريق إخبارة عن زوجها القديم، وعن موته المفترض. أصبح أوديب عصبى عندما بدأ يفكر بأنه ربما يكون قد قتل لايوس ولذلك جلب الطاعون. فجأة، وصل الرسول من كورينث مع الأخبار أن الملك بوليباس قد مات، وبأن أوديب سيكون ملكا علي شعب كورنثوس. ارتاح أوديب بشأن النبوءة، لأنه يستطيع أن ينفى لو بوليباس، الذي كان يظن أنه والده، هو الآن جثة هامدة.
ومع ذلك، أنة قلق حيث أن والدته ما زالت على قيد الحياة ولا يرغب في الذهاب للتخفيف من حدة التوتر في هذه المسألة، الرسول حاول التخفيف ان أوديب كان، في الواقع، متبني. وأخيرا تحققت جوكاستا من هوية أوديب، وتوسلت إليه أن يتخلى عن البحث عن قاتل لايوس'. أخطأ أوديب في فهم دوافع توسلاتها، والتفكير أنها هي التي كانت تخجل منه لأنه ربما كان ابن أحد العبيد. ثم ذهبت إلى القصر حيث شنقت نفسها. أوديب يسعى للتحقق من قصة الرسول من الراعي نفسه الذي كان من المفترض أن يترك أوديب الطفل الرضيع ليموت. من الراعي، أوديب يعلم أن الرضيع ربي كابن متبنى لبوليباس وميروب وكان ابن لايوس وجوكاستا. وبالتالي، أوديب يدرك أخيرا في عذاب عظيم أنه منذ سنوات عديدة، في المكان الذي يجتمع ثلاث طرق، قد قتل هو والده، الملك لايوس ونتيجة لذلك، تزوج أمه، جوكاستا.
أوديب يذهب بحثا عن جوكاستا ويرى أنها قتلت نفسها. مع اثنين من الدبابيس من ملابسها أوديب يحفر عينيه. أوديب يسأل كريون ان يرعي بناته، الآن أبنائه كبار السن والنضج ما يكفي لالاعتناء بأنفسهم، وان يسمح له بلاتصال بهم للمرة الأخيرة قبل أن يتم نفيه. ابنته أنتيجون كانت له دليل وهو يتجول اعمي في طرق البلد، وفي نهاية المطاف مات في كولونوس بعد أن وضعت تحت حماية أثينا من قبل الملك ثيسيوس.
ابنيه، بولينيكس وايتيوكليس، باتخاذ الترتيبات اللازمة لمشاركة المملكة، وأخذ كل واحد بالتناوب سنة من حكمه. ومع ذلك، ايتيوكليس يرفض التنازل عن عرشه بعد السنة التي قضاها كملك. بولينيكس يقود الجيش للإطاحة بايتيوكليس من منصبه، وتستتبعه هذه المعركة. في نهاية المعركة، الاخوة يقتلون بعضهم بعضا. شقيق جوكاستا، كريون، يأخذ العرش. إنه يقرر أن بولينيكس كان خائنا "،" ويجب عدم منحه طقوس الدفن. تتحدى هذه الفتوى، أنتيجون محاولة دفن شقيقها، وبالنسبة لهذا التعدي على ممتلكات الغير، كريون أمر بدفنها في كهف صخري حيث ماتت.
هناك العديد من نهايات مختلفة لأسطورة أوديب بسبب التقاليد الشفوية. التغيرات الهامة على أسطورة أوديب المذكورة في أجزاء عدة من الشعراء اليونانية القديمة بما في ذلك هوميروس، هيسيود وبيندر. معظم ما هو معروف من أوديب تأتي من مجموعة من مسرحيات طيبة لسوفوكليس من: أوديب الملك  وأوديب في كولونوس وأنتيغون.

## الأساطير لأوديب
أوديب كانت بالتأكيد قصة التقاليد الشفوية، قبل أن يتم كتابتها. كانت تنمو وتتغير القصة التي اندمجت حكايات عدة من مصادر عدة. الإشارات الخطية الأولى لأوديب تظهر في القرن السابع والثامن قبل الميلاد.

### هوميروس
هوميروس يجعل إشارة عابرة إلى أوديب في كل من الإلياذة والأوديسة. دون أي ذكر لأبي الهول، أوديب يقتل والده وتزوج والدته ويصبح ملكا. أوديب توفي في المنفى في وقت لاحق.
ورأيت أيضا ايبيكاست والدة اوديبوديس الذي كانت من البشاعة لتتزوج ابنها دون الشك فيه.  تزوجها بعد أن قتل والده، ولكن الآلهة أعلنت القصة كلها إلى العالم؛ يلقونه انه لا يزال ملك طيبة، بالرغم من الحزن الكبير من الآلهة انها خلقته، ولكن ايبيكاست ذهبت إلى منزل الصفحة السجان الاقوياء، وشنقت نفسها حزنا، كما أنه أصبح مجنونا وروح الثأر تطارده لغضب الأم نادمين بمرارة بعد ذلك. ماكيستيوس ذهب مرة إلى طيبة بعد سقوط أوديب، لحضور جنازته، وضرب جميع الناس في قدموس.

### هيسيود
الشاعر هيسيود كتب عن أبي الهول في مدينة طيبة، ولكن دون الإشارة إلى أوديب.
إيكيدنا كان يحب اورثاس وأخرج أبو الهول القاتلة التي دمرت قدميس
لا علاقة لأبي الهول، هيسيود هو أول من أطلق كلمة رجل عجوز «ثلاث أرجل» في الشعر، وعندئذ أصبحت جزءا من لغز أبو الهول.

### كينايثون
الشاعر كينايثون من سبارتا كتب ملحمة تسمى قصة وأوديب (وتسمى أيضا )اوديبوديا. على الرغم من أن الملحمة لم تبق، إلا أن بعض التعليقات القليلة المتناثرة عن الملحمة فعل. القصة كما يبدو تقول ان قصة أوديب امدمجت مع أبو الهول، ولكن التفاصيل غير واضحة.
والكتاب لقصة «أوديب» (يقولوا) عن أبو الهول : ولكن علاوة على ذلك، (انها قتلت) النبيل هايمون، الابن العزيز للملام كريون، والوسيم والساحر من الفتيان.
إذا حكمنا من وجهة نظر هوميروس، وأنا لا أعتقد أن أوديب قد انجب الأطفال من قبل جوكاستا:  ولكن ابنيه ولدوا من يوريجانيا كما يظهر بوضوح وقال كاتب الملحمة تسمى «قصة أوديب».

### لعنة الأبناءالمتحاربة
مؤلف يوناني مجهول كتب، زابيد التي لا يوجد منها سوى الفتات. في البداية يقول انها لعنة على أبناءأوديب ' وكيف أنهم سوف يقتلون بعضهم بعضا.
ثم بطل الجحيم المولود ذات الشعر الذهبي بولينيسيس، الأول لعب بجوار أوديب مائدة غنية من الفضة التي كانت تنتمي للقدموس الاه الحكمة : وبعد ذلك انه ملأ الكأس الذهبية بالنبيذ الحلو.  ولكن عندما ينظر أوديب إلى كنوز والده، البؤس الكبير يسقط على قلبه، وهو علي الطريق المستقيم ينادي بإنزال اللعنات مريرة هناك، في حضور ابنائه الاثنين.  الغضب والثأر للآلهة لم تستمع إليه وهو يصلي أنها لا تقسم أبدا سلع والدهما والمحبة والأخوة، ولكن تلك الحرب والقتال كان جزء منها على حد سواء.
وعندما لاحظ أوديب ذلك رمى به على الأرض، وقال : «أوه!  أوه!  أبنائي قد ارسلوا هذا ليسخر مني...»  لذلك صلي للملك زيوس والآلهة الأخرى الخالدة ان تقع نهاية كل منهما علي يد شقيقه والنزول إلى داخل منزل الهاوية.
- الشاعر الروماني بوبليوس بابينيوس ستاتيوس في وقت لاحق كتب ذابيد، التي تم الحفاظ عليها في مجملها.

## القرن الخامس قبل الميلاد
معظم الكتابة عن أوديب تأتي من القرن الخامس قبل الميلاد، وعلى الرغم من أن القصص تتعامل مع سقوط أوديب. ظهرت تفاصيل مختلفة حول كيفية صعود أوديب إلى السلطة.
لايوس يسمع النبوءة بأن ابنه سيقتله. خوفا من النبوءة، لايوس يثقب أقدام أوديب ويتركة لكي يموت، ولكن راعي يجدة ويأخذه بعيدا عن طيبة. أوديب، دون أن يعرف أنه متبني، يترك المنزل خوفا من النبوءة نفسها انه سوف يقتل أباه ويتزوج أمه. لايوس، وفي الوقت نفسه، يعد المشاريع لإيجاد حل للغز أبي الهول. كما تنبأ، أوديب تقاطع مع لايوس في الطريق وهذا يؤدي إلى معركة حيث يذبح أوديب لايوس. أوديب بعد ذلك يهزئم أبو الهول من حل اللغز الغامض ليصبح ملكا. تزوج الملكة الأرملة جوكاستا بدون أن يعرف أنها والدته. والطاعون يقع على عاتق شعب طيبة. عند اكتشاف الحقيقة، أوديب يعمي نفسه وجوكاستا تشنق نفسها. وبعد ذلك أوديب لم يعد ملكا، وابنائة يقتلون بعضهم بعضا.
بعض الاختلافات مع قصص كبار السن. لعنة أبناء أوديب يتم توسيعها للوراء لتشمل أوديب والده، لايوس. أوديب الآن يتنحى عن العرش بدلا من الموت في المعركة. بالإضافة إلى ذلك، بدلا من أن الأطفال يكونوا من زوجة ثانية، الأطفال يكونوا الآن من جوكاستا.

### بيندر الثانية القصيدة الأولمبية
في القصيدة الثانية الأولمبية بيندر كتب :
لايوس ابن المأساوية، بعبورة طريق والده وقتله وتحدثت أوراكل القديمة وأوفت في بيثو.  وثاقب البصر إرينيس رأى ذبح أطفاله المتحاربين علي أيدي بعضهم البعض.  بعد أن نجا ثيرساندروس وانهزم بولينيكس وفاز شرف المسابقات للشباب ووطأة الحرب، وهو سليل المساعدات إلى منزل ادراستوس  

### إسكلس ثلاثية'أوديب
في 467 قبل الميلاد الكاتب المسرحي الأثيني، اسخيليوس، كان معروف أنة قدم ثلاثية بأكملها على أساس أسطورة أوديب، وحاز على الجائزة الأولى في مدينة ديونيسيا. المسرحية الأولى كانت لايوس ، والثانية كانت أوديب، والثالثة كانت سبعة ضد طيبة. المسرحية الثالثة فقط عاشت، والتي فيها أبناءأوديب بولينيكس وايتيوكليس يقتلون بعضهم بعضا ويتحاربوا على العرش. مثل الكثير من اوريستيا ، فإن هذة الثلاثية المحن فصلت على مدى ثلاثة أجيال متعاقبة. الاسطورة التي تلت الثلاثية كانت تسمى  أبو الهول.

#### سوفكليسالملك أوديب
كما سوفكليس أوديب الملك يبدأ، شعب طيبة يتوسل للملك للمساعدة، والتوسل اليه لمعرفة سبب وباء الطاعون. أوديب يقف أمامهم، ويقسم لايجاد جذور معاناتهم ووضع حد لها. بعد ذلك، يعود كريون إلى طيبة بعد زيارة لأوراكل. أبولو جعل من المعروف أن طيبة تأوي شيء بغيضا مقيتا وأن الطاعون لن ينتهي إلا عندما يتم معرفه القاتل الحقيقي للملك القديم لايوس ويتم اكتشافة ومعاقبته على جريمته. أوديب حلف أن يفعل هذا، ولم يكن يدري بالطبع انه هو نفسه الشئ البغيض الذي قسم على طردة. والحقيقة الصارخة تبرز ببطء على مدار المسرحية، كما وقعت اشتباكات بين أوديب وتيريسياس الرائي الأعمى المتبصر، الذي يشعر بالحقيقة. أوديب لا يزال في حالة إنكار صارمة، رغم ذلك، أصبح مقتنعا بأن تيريسياس على نحو ما متآمر مع كريون لاغتصاب العرش.
الحقيقة تبدأ ببطء في الانكشاف في المشهد الثاني من المسرحية عندما تذكر جوكاستا من ناحية أن لايوس اغتيل في المكان الذي يوجد فيه ثلاثة طرق. هذا يحرك شيئا في أوديب 'الذاكرة وفجأة يتذكر الرجل الذي قاتلة وقتلة في يوم ما منذ فترة طويلة في المكان الذي يوجد فيه ثلاثة طرق فيدرك، برعب، أنه قد يكون الرجل الذي يسعى إليه. خادم منزل واحد نجا من الهجوم، ويعيش الآن شيخوخته في منطقة خارج حدود طيبة. أوديب يرسل فورا الي الرجل لتأكيد أو نفي انه مذنب. على أسوأ تقدير، توقع أن يجد نفسه قاتل رجل غير معروف له. الحقيقة لم تكن واضحة.
لحظة الوضوح تأتي في وقت متأخر من المسرحية. في بداية المشهد الثالث، أوديب لا يزال في انتظار ان يتم إحضار الخادم إلى المدينة، وعند وصول رسول من كورينث يعلن ان الملك بوليباس قد مات. أوديب، عندما سمع هذا النبأ غمر بالراحة، لأنه يعتقد أن بوليباس كان الأب الذي يزعم الأوراكل انة قتلة، وأنه أعتقد في قرارة نفسه للحظات أنة هرب من مصيرة. يروي هذا لجميع الحاضرين، بمن فيهم الرسول، ولكن الرسول يعلم أن هذا ليس صحيحا. انه الرجل الذي وجد أوديب كطفل رضيع في ممر كيثايرون وسلمه إلى الملك بوليباس ليربية. وعلاوة على ذلك يكشف، ان الخادم الذي يتم جلبه للمدينة انة هو الرجل نفسه الذي تولى أمر وضع أوديب إلى الجبال كطفل رضيع. جوكاستا تدرك الآن كل ما حدث. تتوسل لاوديب ألا يتابع هذه المسألة. وهو يرفض، وهي تنسحب إلى داخل القصر عندما كان الخادم قادم. ووصل الرجل المسن، ويبدو واضحا في آن واحد انه يعرف كل شيء. بناء على طلب من أوديب، يروي كل شيء.
بعد معرفتة لكل جرائمه، أوديب يندفع إلى داخل القصر، حيث يجد والدته وزوجته قتيلة بيدها. بتمزيق بروشا من ملابسها، أوديب يعمى نفسه بة. وهو ينزف من عينيه، يتوسل لكريون، الذي وصل للتو على الساحة، لنفيه إلى الأبد من طيبة. كريون يوافق على هذا الطلب، أوديب يتوسل بالدموع ان يعانق ابنتية أنتيغون واسمين بيديه لمرة واحدة وكريون بدافع الشفقة يرسل الفتيات لأوديب ليروة لاخر مرة.

### سوفكليسأوديب في كولونيس
في سوفكليس أوديب في كولونيس ، أوديب يصبح مشرد وملاحق من، كريون ورجاله. وأخيرا قال انه يجد ملجأ في البراري المقدسة خارج أثينا، حيث يقال أن ثيسيوس أحاطوه بالرعاية، مع ابنته، أنتيغون. كريون في النهاية يمسك أوديب. ويسأل أوديب أن يعود من كولونيس وأن يبارك ابنه، ايتيوكليس. غاضبا من أن ابنه لم يكترث له بما فيه الكفاية لرعايتة، يلعن ايتيوكليس وشقيقه على حد سواء، للوفاة المفاجئة. مات في سلام وقبره أصبح مقدسا للآلهة.

### سوفكليسأنتيغون
في سوفكليس أنتيغون، عندما تنحى أوديب كملكا على طيبة اعطى المملكة لولديه، بولينيكس وايتيوكليس، الذين وافقوا على حد سواء على تبديل العرش في كل عام. ومع ذلك، فإنهم لم يظهروا أي قلق علي أبيهم، الذي لعن لهم لما قدموه من الإهمال. بعد السنة الأولى، ايتيوكليس رفض التنحي وبولينيكس هاجم طيبة مع مؤيديه (كما صورت في سبعة ضد طيبة في إسكلس والمرأة الفينيقية من قبل يوريبيديز). كل من الاخوة توفي في المعركة. الملك كريون، صعد إلى عرش طيبة، واصدر مرسوما يقضي بعدم دفن بأن بولينيكس. تحدت أخته أنتيغون، هذا الامر، ولكن ألقي القبض عليها. كريون يصدر مرسوما يقضي بأن توضع في صندوق حجري في الأرض، هذا على الرغم من كونها مخطوبة لابنه هايمون. أخت أنتيجون، اسمين، أعلنت أنها ساعدت أنتيغون وطلبت المصير نفسه. الآلهة، من خلال تيريسياس النبي الأعمى، أعربت عن استيائها من قرار كريون، الذي أقنعه أن يلغي أمره، وذهب لدفن بولينيكس بنفسه. ومع ذلك، أنتيجون قد شنقت نفسها بدلا من أن تدفن حية. كريون عندما وصل إلى المقبرة حيث كانت لتدفن، هايمون هاجمه ثم قتل نفسه. عندما أبلغت زوجة كريون يوريديس، بأمر وفاتهم، هي أيضا قتلت نفسها.

### يوريبيديز فوينيسا وتشريسيبوس
في بداية يوريبيديز ' فوينيسا/0}، جوكاستا تذكر قصة أوديب. عموما، المسرحية تلوح ما بين قصة سبعة ضد طيبة وأنتيغون. المسرحية تختلف عن الحكايات الأخرى في جانبين رئيسيين. الأول، وهو يصف بالتفصيل لماذا توجد عداوة بين لايوس وأوديب : لايوس أمر أوديب للخروج من الطريق حتى يمكن أن تمر مركبته، ولكن أوديب المتكبر رفض التحرك. الثانية، في مسرحية جوكاستا لم تقتل نفسها في اكتشاف زنا المحارم لها—إلا أنها لا يمكن أن تلعب المقدمة، لأسباب قابلة للقياس—أوديب لم يفر من المنفى، لكنهم بقوا في طيبة فقط لتأخير مصيرهم حتى المبارزة القاتلة لأبنائهم / الاخوة / أبناء عم بولينيكس وايتيوكليس: جوكاستا تنتحر على جثث الرجلين الموتى، وأنتيجون تلي أوديب إلى المنفى.
في تشريسيبوس ، يوريبيديز يطور الحكاية الخلفية لللعنة : «خطيئة» لايوس كانت من المفترض انها خطف ابن تشريسيبوس بيلوبس، وذلك للاعتداء علية، وتسبب ذلك في انتقام الآلهة' من جميع أفراد أسرته—الولد المحب للآلهة أنفسهم، غير معروفة للبشر.
يوريبيديز كتب أيضا «أوديب»، التي لم يبقى منها سوى الشظايا.
في السطر الأول من مقدمة التذكير ان عمل لايوس بانجاب ابنا ضد أمر أبوللو. عند نقطة معينة في العمل من المسرحية، شخصية تشارك في وصفا مطولا ومفصلا لأبي الهول ولغزها—الحفاظ عليها في خمسة أجزاء من أوكسيرينخوس. أوكسي. 2459 (التي نشرها اريك غاردنر تيرنر في عام 1962)  المأساة ظهرت أيضا العديد من ثوابتها الأخلاقية حول موضوع الزواج، والحفاظ عليها في Anthologion من استوبايوس الأكثر لفتا للخطوط، ومع ذلك، أذكر أن أصيب بالعمى في هذا أوديب اللعب عن طريق Laius 'القابلات، وبأن هذا حدث من قبل شخصيته Laius' الابن قد اكتشفت، ولذلك بمناسبة اختلافات هامة مع العلاج Sophoclean للأسطورة، التي هي الآن تعتبر 'معيار' الإصدار. العديد من المحاولات التي بذلت لإعادة بناء حبكة المسرحية، ولكن أيا منها هو أكثر من افتراضية، لأن من لا يزال ضئيلا بأن البقاء على قيد الحياة من النص وعدم وجود ما مجموعه أوصاف القديمة أو السير الذاتية—وإن كان قد اقترح أن جزء من Hyginus 'رواية أسطورة أوديب في واقع الأمر قد تجنيها من يوريبيديز' اللعب. بعض أصداء أوديب Euripidean وقد تم العثور أيضا في مشهد من سينيكا لأوديب (أنظر أدناه)، الذي يصف نفسه أوديب لJocasta مغامرته مع أبو الهول.

## في وقت لاحق الإضافات
في القرن قبل الميلاد 2nd، Apollodorus يكتب على اللغز الفعلي لأبي الهول في حين أن الاقتراض شعر هسيود:
ما هو المكان الذي له صوت واحد، ويصبح بعد أربعة القدمين واثنين من القدمين وثلاثة القدمين؟ 

### في وقت لاحق وبالإضافة إلى إسكلس«سبعة ضد طيبة
نظرا لشعبية من سوفوكليس وأنتيجون (ca. 442 قبل الميلاد)، وتنتهي (خطوط 1005-78) من سبعة ضد طيبة أضيف بعض بعد مرور خمسين عاما إسكلس 'الموت. في حين أن تلعب (والثلاثية التي هي مسرحية الماضي) كان من المفترض أن ينتهي حداد قاتمة للاشقاء القتلى والميزات المنتهية زائفة بشيرا الإعلان عن الحظر المفروض على Polyneices دفن، وأنتيجون اعلان انها سوف تتحدى أن مرسوم

## أوديب في مرحلة ما بعد الأدب اليوناني
أوديب هو الرقم الذي كان يستخدم أيضا في الأدب اللاتيني في روما القديمة. كتب يوليوس قيصر لعب على أوديب، لكنها لم البقاء إلى العصور الحديثة. أوفيد شملت أوديب في تحولات، ولكن فقط باعتباره الشخص الذي هزم أبو الهول. انه لا يأتي على ذكر أوديب تجارب المضطربة مع والده وأمه. سينيكا الأصغر كتب مسرحيته الخاصة على قصة أوديب في القرن الأول الميلادي. وهو يختلف في نواح مهمة من عمل سوفوكليس.
سينيكا للعب على أسطورة كان المقصود أن يتلى في المجالس الخاصة وعدم تنفيذه فعليا. ومع ذلك فقد تم بنجاح نظموا منذ عصر النهضة. أنه تم تكييفها لجون درايدن في تقريره أوديب ناجحة جدا الدراما البطولية، المرخص لها في 1678. وOedipe 1718 كان أيضا أول مسرحية كتبها فولتير. وهناك نسخة من أوديب بقلم باتريك ماكغينيس كان أداؤها على المسرح الوطني في أواخر عام 2008، وبطولة رالف فينيس وكلير هيغنز.

## أوديب أو Oedipais؟
وقد اقترح البعض أن في أور أقرب أسطورة البطل، وقال انه تم استدعاء Oedipais : «الطفل في البحر منتفخة.»  كان ذلك لأن اسمه من الطريقة التي والديه ولادة حاول التخلي عنه، عن طريق وضع له في صدره وقذف به إلى المحيط. وتوبوس أسطورية من foresaking الطفل إلى البحر أو النهر الذي يشهد هو كذلك، وجدت (على سبيل المثال) في أساطير الغول، تيليفوس، ديونيزوس، موسى، ورومولوس وريموس.  على مدى قرون، ومع ذلك، Oedipais يبدو أنه قد تم معطوبة في أوديب مألوفة : «تورم القدم.» وكان هذا الاسم الجديد الذي قد يكون مصدر إلهام لإضافة عنصر غريب لقصة أوديب 'التخلي عن جبل. Cithaeron. تعرض على جبل كان في الواقع طريقة شائعة التخلي عن الأطفال في اليونان القديمة. والملزمة لأوديب الرضيع 'الكاحلين، مع ذلك، هي فريدة من نوعها، ولا يمكن بالتالي القول بأن الكاحل ملزمة كان بشكل غير أنيق تطعم به أسطورة أوديب ببساطة أن أشرح له اسم جديد.
كان لواقعة تثقيب قدمي «أوديب»، التي ابتكرها «سوفوكليس»، أثر عظيم على أحداث وشخوص المسرحية جميعها. وصار «أوديب» نفسه صاحب أشهر عاهة في الأدب اليوناني خاصة والعالمي عامة. رغم ما أحدثه تثقيب قدمي «أوديب» من تشوه وعاهة ظاهرة وملحوظة، إلا أن ملك كورنثة يتبناه، وتتزوجه أرملة ملك طيبة وتغض الطرف عن عاهته، وتنجب منه أبناء، ورغم هذا التثقيب وتلك العاهة بقدميه إلا أنه يصير ملكًا ناجحًا في طيبة وبعد موت والده بالتبني كان
يمكنه أن يصير ملكا على كورنثة.

## مجمع أوديب
سيغموند فرويد يستخدم اسم أوديب ومعقدة لتفسير أصل العصاب معينة في مرحلة الطفولة. وهو يعرف الطفل الذكر رغبة اللاوعي للمحبة الخالصة والدته. وتشمل هذه الرغبة حسده الأب وترغب وعيه لهذا الموت الأم. أوديب نفسه، كما صورت في الأسطورة، لا يعانون من هذا الاضطراب العصبي—على الأقل، وليس نحو Jocasta، الذي قال انه التقى فقط كشخص بالغ. (إذا كان أي شيء، فإن مثل هذه المشاعر قد وجهت في ميروب—ولكن ليس هناك ما يوحي بذلك.) فرويد مسبب أن الجمهور اليونانية القديمة، والتي سمعت قصة لوكالة أو شهد يلعب على أساس ذلك، لم يعرف أن أوديب هو في الواقع قتل والده وتزوجت والدته ؛ القصة يجري باستمرار لوكالة ولعبت بالتالي يعكس انشغالا موضوع. [بحاجة لمصدر]
وoedipism هذا المصطلح يستخدم في الطب من أجل تقرير إصابات خطيرة تصيب العين، وهو شكل نادر للغاية في تقرير الشديدة الضرر.